# IC 752
IC 752 ist eine Spiralgalaxie vom Hubble-Typ Scd im Sternbild Großer Bär am Nordsternhimmel. Sie ist schätzungsweise 408 Millionen Lichtjahre von der Milchstraße entfernt und hat einen Durchmesser von etwa 70.000 Lichtjahren.
Im selben Himmelsareal befinden sich u. a. die Galaxien IC 749, IC 750, IC 751.
Das Objekt wurde am 18. Mai 1892 vom österreichischen Astronomen Rudolf Ferdinand Spitaler entdeckt.